# Zoe Moore

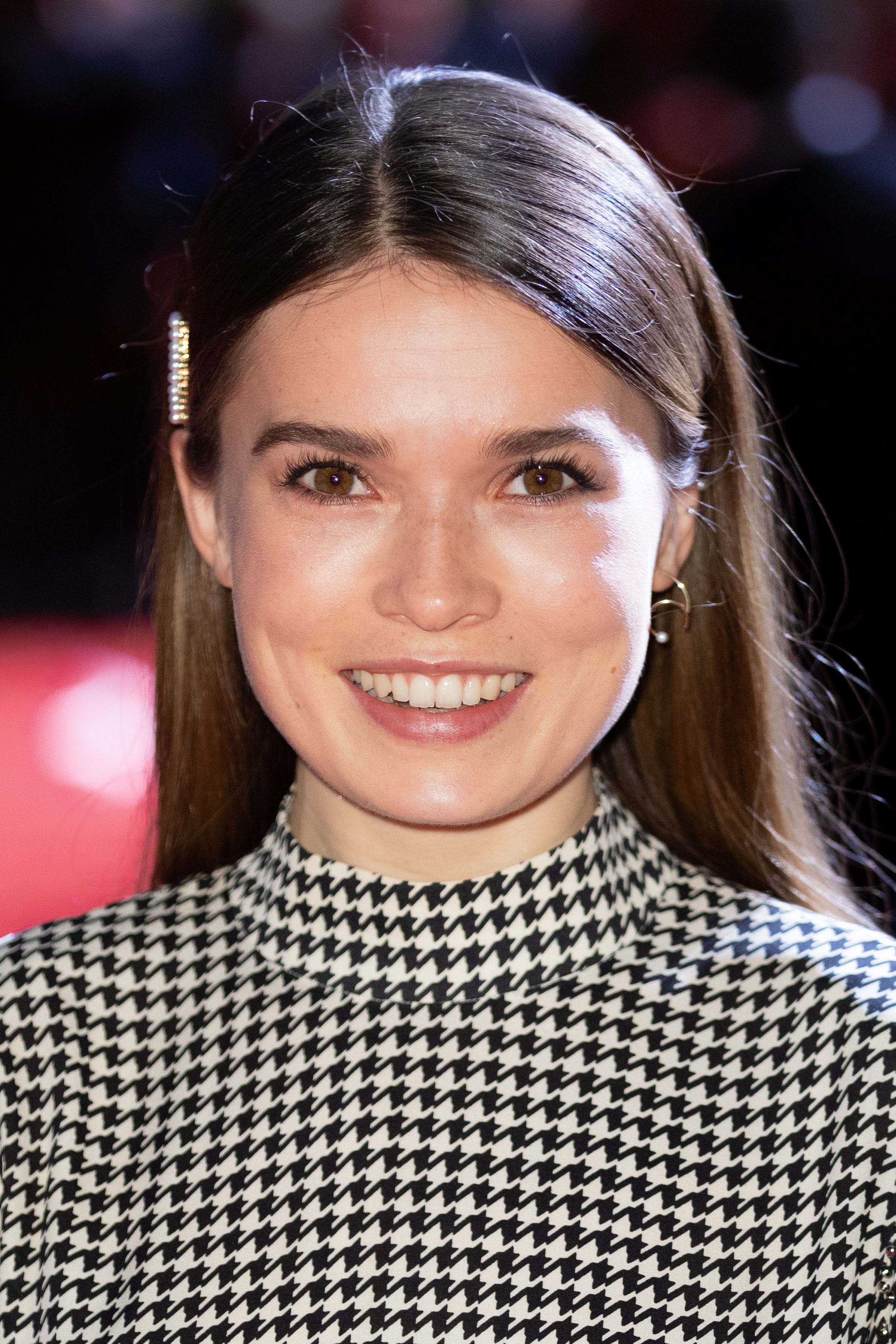
Zoe Moore, 2019

Zoe Moore (* April 1993 in Berlin) ist eine deutsche Schauspielerin.

## Leben

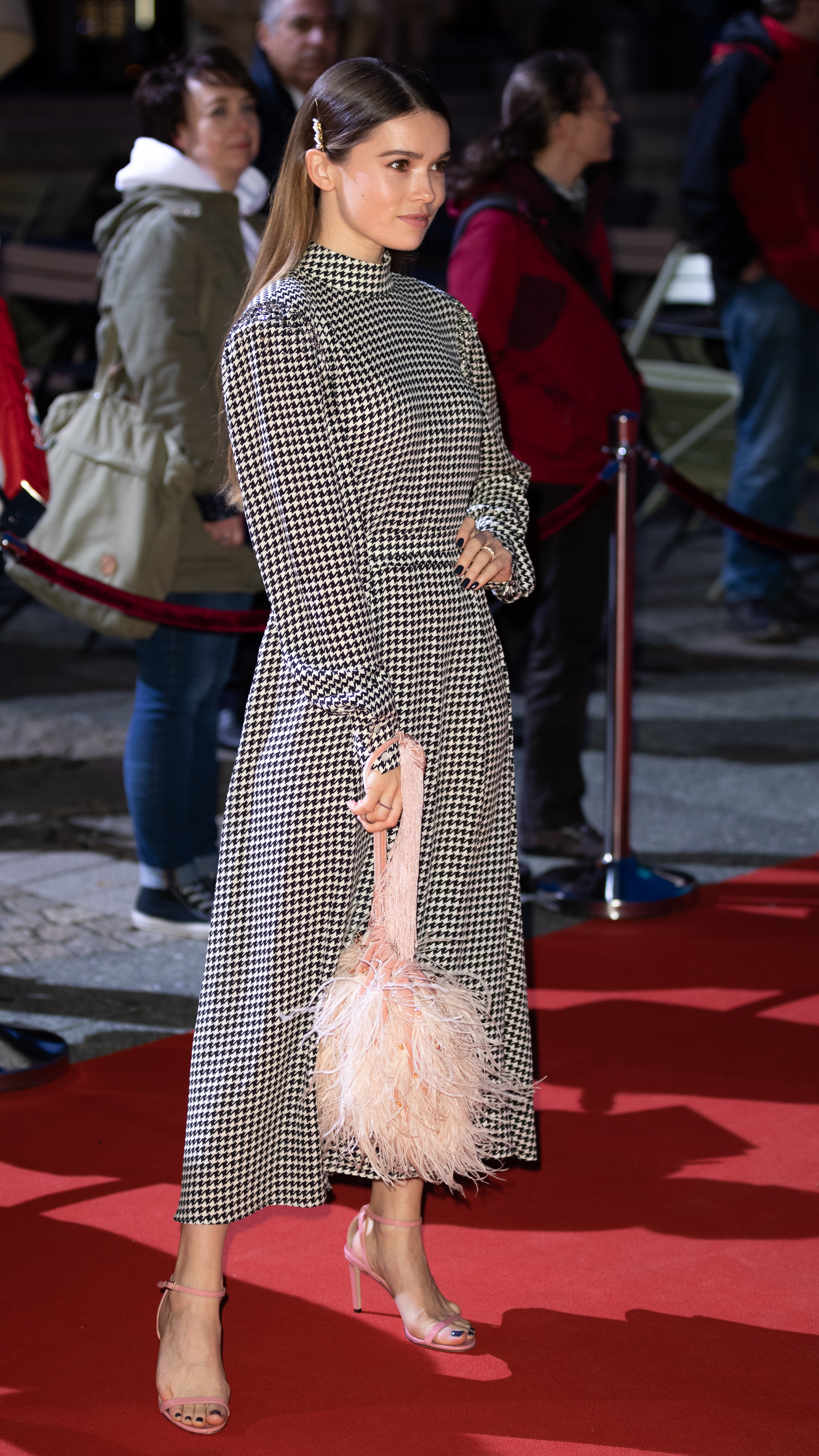
Zoe Moore beim Hessischen Film- und Kinopreis 2019

Moore ist die Tochter der Regisseure Elke Weber-Moore und Eoin Moore. Ihr jüngerer Bruder Adrian Moore ist ebenfalls Schauspieler. Im Alter von vier Jahren stand sie erstmals für einen Film ihres Vaters vor der Kamera, Plus-Minus Null (1997). Auch bei ihren nächsten Filmen hatte einer ihrer Eltern die Regie, die Mutter bei Storno und der Vater bei Pigs Will Fly (beide 2002). Eine weitere kleinere Rolle hatte sie in Max Färberböcks Film September (2003). Ihre erste Hauptrolle bekam Moore in dem Kinofilm Max Minsky und ich (2007), der 2008 mit dem Kinder-Medien-Preis Der weiße Elefant ausgezeichnet wurde. Gleichzeitig erhielt diesen Preis auch Zoe Moore für ihre Darstellung der 13 Jahre alten Hauptfigur Nelly. 2013 spielte Moore in dem Märchenfilm Die kleine Meerjungfrau die Titelrolle. Daneben gastiert sie regelmäßig in Krimiserien wie Polizeiruf 110, Tatort und Alarm für Cobra 11 – Die Autobahnpolizei und in den ZDF-Herzkino-Reihen Rosamunde Pilcher und Inga Lindström.
2013 absolvierte Moore ein Schauspiel-Coaching bei Teresa Harder sowie 2014 ein Training bei William Esper im US-Bundesstaat New York. Neben Ballett und Streetdance lernte sie Gitarre und Klavier; nach Angaben ihrer Agentur gehören außerdem Fußballspielen und Reiten zu ihren Fähigkeiten.

## Filmografie (Auswahl)
- 1997: Plus-Minus Null
- 2002: Storno
- 2002: Pigs Will Fly
- 2003: September
- 2004: Charlotte (Kurzfilm)
- 2005: Im Schwitzkasten
- 2007: Max Minsky und ich
- 2008: Post Mortem – Beweise sind unsterblich (Fernsehserie, Folge Jenseits vom Paradies)
- 2009: Summertime Blues
- 2010: Frösche petzen nicht
- 2013: Die kleine Meerjungfrau
- 2013: Der Geschmack von Apfelkernen
- 2015: Die Liebe unserer Eltern
- 2015: Mein Sohn Helen
- 2015: Polizeiruf 110: Wendemanöver
- 2016, 2021: Alarm für Cobra 11 – Die Autobahnpolizei (Fernsehserie, Folgen Zahltag, Identität)
- 2016: Rosamunde Pilcher: Erdbeeren im Frühling
- 2017: In aller Freundschaft – Die jungen Ärzte (Fernsehserie, Folge Herzenswünsche)
- 2018: Der Lehrer (Fernsehserie, Folge Ich bin 'ne wandelnde Sonnenuhr)
- 2018: Petting statt Pershing
- 2018: Die Protokollantin (Fernsehserie, 5 Folgen)
- 2018: SOKO Leipzig (Fernsehserie, Folge Die Intrige)
- 2018: Tatort: Der Turm (Fernsehreihe)
- 2018: Schneeweißchen und Rosenrot
- 2019: Der Sommer nach dem Abitur (Fernsehfilm)
- 2019: Die Bergretter (Fernsehserie, Folge Mutterglück)
- 2019: Väter allein zu Haus: Gerd
- 2019: Väter allein zu Haus: Mark
- 2019: Käthe und ich: Das Findelkind (Fernsehserie)
- 2020: Tatort: Tschill Out
- 2020: WaPo Berlin (Fernsehserie, Folge Heimathafen)
- 2021: Väter allein zu Haus: Timo
- 2021: Der Kroatien-Krimi (Fernsehserie, Folge Die Patin von Privonice)
- 2021: Inga Lindström: Der schönste Ort der Welt
- 2021: Mutter, Kutter, Kind
- 2022: Die Eifelpraxis – Unter Druck (Fernsehreihe)
- 2023: Ein Fall für zwei (Fernsehserie, Folge Kleine Fische)
- 2023: A Heidelberg Holiday (Fernsehfilm)
- 2024: Morden im Norden (Fernsehserie, Folge Merli)

## Theater
- 2020: Ab jetzt, Schillertheater Berlin, Regie Martin Woelffer
- 2022: Ab jetzt, Komödie Winterhuder Fährhaus, Regie Martin Woelffer